# Сушица (Гостивар)
Сушица (мкд. Сушица) је насељено место у Северној Македонији, у северозападном делу државе. Сушица припада општини Гостивар.

## Географски положај
Насеље Сушица је смештено у северозападном делу Северне Македоније. Од најближег већег града, Гостивара, насеље је удаљено 6 km јужно.
Сушица се налази у горњем делу историјске области Полог. Насеље је положено на североисточним падинама планине Бистре. Надморска висина насеља је приближно 680 метара.
Клима у насељу је планинска.

## Становништво
По попису становништва из 2002. године Сушица је имала 8 становника.
Претежно становништво у насељу су етнички Македонци (100%). 
Већинска вероисповест у насељу је православље. 

## Знаменитости
У селу се налази црква посвећена Светом Николи, изграђена средином 19. века. Око 500 метара југоисточно од данашњег села, на месту које се зове Доња црква, налази се старија црква која је такође посвећена истом свецу. Изграђена је крајем 18. века, у време када се данашње село Сушица налазило на том месту. Село се преселило на данашње место бежећи од зулума који су Турци правили сељанима због тога што су живели поред пута којим су Турци често пролазили.